# ロイ・エイカフ
ロイ・クラクストン・エイカフ (英語: Roy Claxton Acuff, 1903年9月15日 - 1992年11月23日) は、アメリカ合衆国のカントリー・ミュージック歌手、フィドル奏者、プロモーター。「キング・オブ・カントリー・ミュージック」(カントリー界の王)として知られ、弦楽器を主体としたストリング・バンドや、フォークダンスやスクウェアダンスの伴奏となるホーダウンの様式から、スター歌手を主体とする様式への変遷に尽力し、世界的な成功に導いた。
1930年代に音楽のキャリアを開始し、歌手として、あるいは彼のバンドであるスモーキー・マウンテン・ボーイズのフィドル奏者として地域的に有名になった。1938年、『グランド・オール・オープリー』に出演するようになり、1940年代終盤には音楽家としての人気に陰りが見え始めたが、40年近く『オープリー』の中心人物およびプロモーターの1人であり続けた。1942年、テネシー州ナッシュビルを基盤とする初のメジャーなカントリー・ミュージック出版社エイカフ＝ローズ・ミュージックをフレッド・ローズと共に創立し、ハンク・ウィリアムズ、ロイ・オービソン、エヴァリー・ブラザーズなどと契約した。1962年、エイカフは存命人物で初めてカントリー・ミュージック殿堂に殿堂入りした。

## 経歴

### 生い立ち

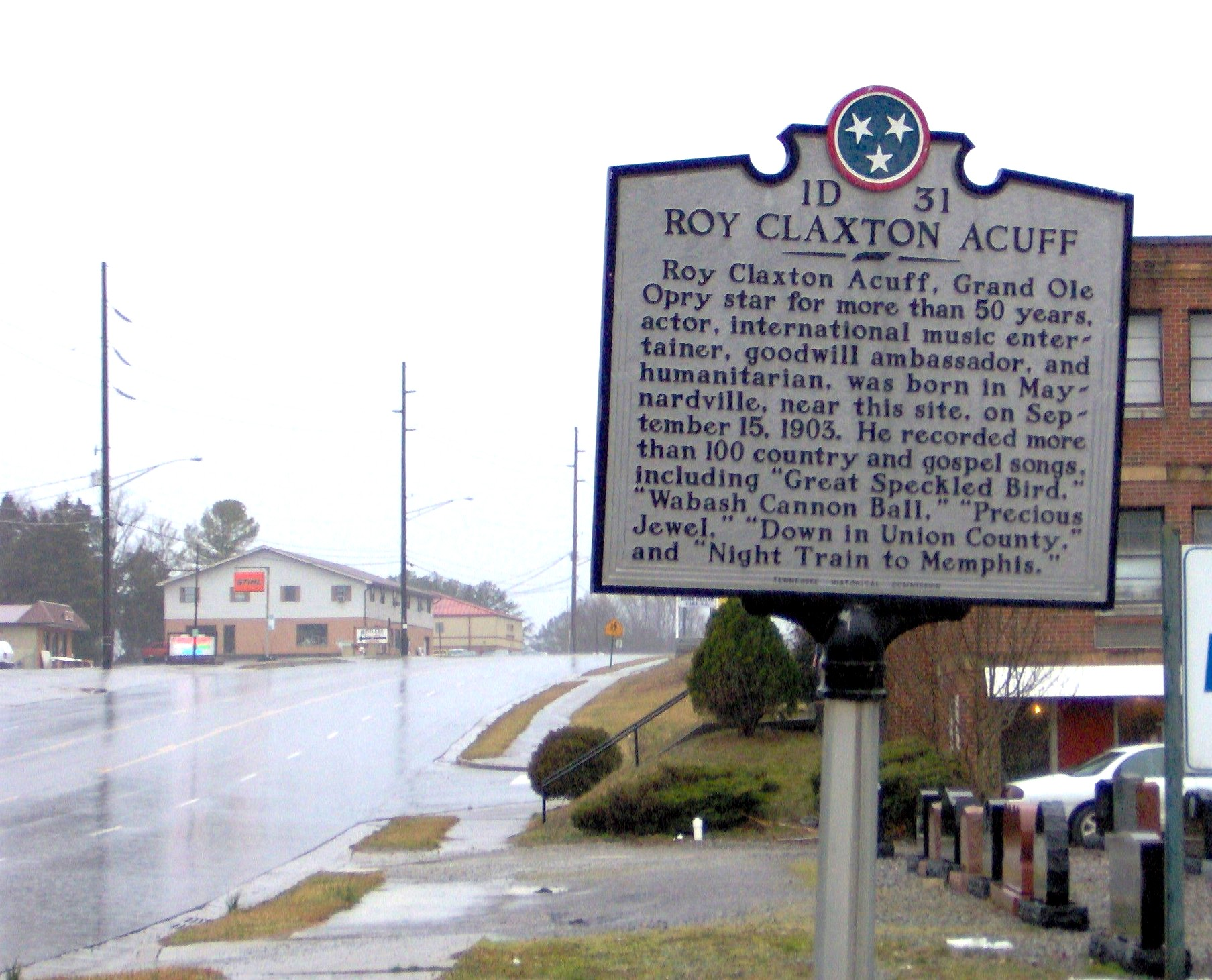
テネシー州メイナードビルのエイカフ生誕地近くのテネシー歴史委員会による看板

テネシー州ユニオン郡メイナードビルにて父サイモン・E・ニール・エイカフと母アイダ(旧姓カー)のもとに5人きょうだいの3番目として生まれた。エイカフ家は郡内でも極めて著名な一家であった。父方の祖父コラム・エイカフはテネシー州上院議員、母方の祖父は地元の医師であった。父親はバプテスト教会牧師およびフィドルの名手、母親はピアノの名手で、エイカフが幼い頃は地元の人々がエイカフ家によく集まっていた。その集まりでエイカフは顎に農機具をのせてバランスを取ってみせ、客を楽しませた。彼は若い頃にハーモニカやジャー・ハープの演奏方法を学んだ。
1919年、一家はメイナードビルの数マイル南にあるテネシー州ノックスビル近郊のファウンテン・シティに転居した。エイカフはセントラル高等学校に通学し、学内の教会のクワイアで歌った。当時は音楽よりもスポーツに興味があった。1925年の卒業後、カーソン・ニューマン大学の奨学生をオファーされたが、これを断った。彼はノックスビル周辺のいくつかの野球団で活動し、アルバイトをし、時々殴り合いのケンカをした。
1929年、ニューヨーク・ジャイアンツ(現サンフランシスコ・ジャイアンツ)傘下のマイナーリーグのノックスビル・スモーキーズのトライ・アウトに参加した。春の日差しによる日射病で何度も倒れ、早々に野球を諦めた。1930年、神経衰弱を患い数年間闘病した。のちに、日光が全くだめだったと語った。療養中、エイカフはフィドルの腕に磨きをかけ、日が暮れてから自宅のポーチで演奏することもあった。父親はフィドリン・ジョン・カーソン、ギド・タナーなど地域的に有名なフィドル奏者のレコードをエイカフに与え、彼の初期の演奏スタイルに多大な影響を与えた。

### 初期の音楽キャリア
1932年、アパラチア南部で薬の行商「メディスン・ショー」を行なっていたドクター・ハワーはエンターテイナーの1人としてエイカフを雇った。効能には疑いがあるが、様々な症状に対する薬をハワーが売るために大勢の客を引き付けるのが目的であった。行商中、エイカフはアパラチアの著名なバンジョー奏者クラランス・アシュリーと出会い、エイカフがのちにレコーディングすることとなる『朝日のあたる家』、『Greenback Dollar』を習った。行商にはマイクがなかったため、エイカフは騒音の中でも聞こえるほどの大声で歌えるようになり、のちのラジオ放送での歌唱に役立った。
1934年、エイカフは行商を離脱し、ノックスビル近辺で様々なミュージシャンとのライヴに出演するようになった。同年、ギター奏者のジェス・イースタデイとハワイアン・ギター奏者のクレル・サミーがエイカフと共にテネシー・クラッカージャックスを結成して地元ラジオ局で演奏するようになったが、給料未払いによりエイカフは局と口論することがあり、WROL局とWNOX局を行ったり来たりした。1年以内にベース奏者のレッド・ジョーンズを加え、クレイジー・テネシアンズと改名した。弦楽器がかき鳴らしても彼の声はとてもクリアであった。1936年、『The Great Speckled Bird』の演奏が人気を博し、アメリカン・レコード・コーポレーション(ARC)と契約することとなり、『Wabash Cannonball』など多くの曲をレコーディングした。20曲をレコーディングする契約になっており、「バン・ボーイズ」という偽名を使って『When Lulu's Gone』など問題作2作をレコーディングした。1937年、契約上の問題によりARCを離れた。

### グランド・オール・オープリー
1938年、クレイジー・テネシアンズはナッシュビルに転居し、『グランド・オール・オープリー』のオーディションを受けた。初めてのオーディションは失敗したが、2度目のオーディションではオープリー創立者のジョージ・D・ヘイ、プロデューサーのハリー・ストーンに好印象を与え、同年後期に契約することとなった。ヘイとストーンの提案により、エイカフとバンド・メンバーが住んでいたところの近くのグレート・スモーキー・マウンテンに因みバンド名を「スモーキー・マウンテン・ボーイズ」に改名した。オープリー参加直後、クレル・サミーが脱退して、同年初頭にエイカフがノックスビルのパン屋で出会った芸名バシュフル・ブラザー・オズワルドとして知られるドブロ・ギター奏者のビーチャー(ピート)・カービーが加入した。エイカフのパワフルなリード・ヴォーカル、カービーのドブロ、高音のバック・コーラスが彼ら独特のサウンドを作り出した。1939年までにレッド・ジョーンズの代わりにジェス・イースタデイがベース奏者となり、エイカフはギター奏者のロニー"パップ"ウイルソンとバンジョー奏者のレイチェル・ヴィーチを加入させた。年内にロイ・エイカフ・アンド・ザ・スモーキー・マウンテン・ボーイズは、オープリーで最も人気のあったバンジョー奏者アンクル・デイヴ・メイコンに匹敵するようになった。
1940年春、彼らはハリウッドに向かい、ヘイやメイコンと共に映画『Grand Ole Opry』に出演した。エイカフはその後もいくつかのB級映画に出演し、1943年の『O, My Darling Clementine』ではシンギング・カウボーイの保安官役を演じ、1940年にレコーディングした曲が1946年の映画『Night Train to Memphis』のタイトルとなり、1949年には『Home in San Antone』に出演した。
1940年代初頭、エイカフとバンドはメイコンと共演してアメリカ合衆国南東部で行われたオープリーのテント公演に出演した。この公演はとても人気があり、会場に続く道は何マイルも渋滞した。1939年から、エイカフはオープリーの『Prince Albert』のコーナーの司会を務めたが、1946年、マネージメントとの口論により降板した。
1942年、エイカフは作曲家フレッド・ローズ(1897年-1954年)と共にエイカフ＝ローズ・ミュージックを創立した。当初エイカフは自身の音楽を出版する会社を探していたのだが、すぐに多くのカントリー・アーティストが大手の出版社から不当に扱われていることに気付いた。ローズはASCAPと深く関わっており、タレント・スカウトとしての才能もあり、エイカフ＝ローズはすぐにカントリー最大手出版社となった。1946年、ハンク・ウィリアムズと契約し、1950年、彼らにとっての最大のヒット曲であるパティ・ペイジ版『テネシーワルツ』を出版した。

### 政治的活動
1943年、エイカフはイースト・ナッシュビル・フリーメイソン・ロッジに入会し、生涯このメンバーであり続けた。同年後期、オープリーの『Prince Albert』の初の全米放送を記念して、テネシー州知事プレンティス・クーパーを主賓として招待した。クーパーはこれを断り、エイカフの「みっともない」音楽はテネシーを「ヒルビリー(南部の田舎者)の本拠地」にしていると非難した。ナッシュビルのジャーナリストはこれをエイカフに伝え、エイカフに州知事選に出るよう提案した。当初エイカフはこれを本気にしなかったが、1948年、州知事選共和党候補となることを受け入れた。
四半世紀、テネシー州の政党であった民主党の、メンフィス支部長E・H・クランプはエイカフが共和党候補となることに頭を悩ませた。クランプはエイカフの知名度により州知事に選出されること自体はあまり問題にしていなかったが、多くの民衆が共和党に流れることを心配した。エイカフはテネシー共和党の復活に尽力したが、対立候補ゴードン・ブロウニングが総投票数の67%を占め、エイカフは辛くも敗退した。

### キャリア終盤
オープリー降板後、若いファンが多いアーネスト・タブやエディ・アーノルドの登場もあり、エイカフの人気は下降してきていたが数年かけてアメリカ合衆国西部をツアー公演した。結局オープリーに復帰したが、1960年代までに彼のレコード売上は落ちてきていた。1965年、テネシー州スパータ近郊での交通事故で命を落としかけ、オープリーなどの公演では演奏なしで語りのみ行ない、時々長年のバンド・メンバーであったバシュフル・ブラザー・オズワルドとデュオで演奏するのみで引退を考えた。
1972年、ニッティ・グリッティ・ダート・バンドのアルバム『Will the Circle Be Unbroken』に参加した後、フォーク・リバイバルに乗って短期間ではあるが人気が再燃した。オープリーがライマン公会堂からオープリーランド・USAのグランド・オール・オープリー・ハウスに移転した1974年3月16日の夜の出演はエイカフにとって重要な出来事の1つとなった。新会場での最初の公演では舞台奥に設置された巨大スクリーンに映し出された1930年代後期のロイ・エイカフ・アンド・ザ・スモーキー・マウンテン・ボーイズの映像で開幕した。名司会者ジョージ・ヘイの紹介により1939年に登場した際の演奏が流され、彼らは『Wabash Cannonball』を演奏した。この夜、主賓のリチャード・ニクソン大統領と会い、ヨーヨーのやり方を教え、大統領にピアノで何曲か演奏するよう説得した。
1980年代初頭、妻ミルドレッドが亡くなった後も80代となったエイカフはオープリーに出演し続けた。大抵早く到着し、舞台裏の冷蔵庫に飲み物を補充するなどの雑用も行なった。1991年、全米芸術勲章を受賞し、カントリー界で初めてジョン・F・ケネディ・センターから生涯特別功労賞を受賞した。1992年11月23日、89歳で心不全によりナッシュビルにて亡くなった。

## レパートリーおよびレガシー
『Great Speckled Bird』、『The Prodigal Son』、『Lord, Build Me a Cabin』などエイカフの曲の多くは宗教の影響を強く受けている。これらの曲は伝統的アングロ・ケルティックのメロディで、特に『Great Speckled Bird』や1940年の『The Precious Jewel』では顕著である。またピー・ウィー・キングの『テネシー・ワルツ』、ドージー・ディクソンの『I Didn't Hear Nobody Pray』などのポピュラー音楽も演奏し、特に後者は『Wreck on the Highway』と改題してレコーディングした。ケイジャン・フィドル奏者のハリー・コーツの『Jole Blon』もレコーディングした。メディスン・ショーの際にクラランス・アシュリーから教わったとされる『Greenback Dollar』、そして1940年代にスモーキー・マウンテン・ボーイズとの『Lonesome Old River Blues』など、伝統的な曲のレコーディングも行なった。1936年、エイカフとクレイジー・テネシアンズは他の伝統的な曲『Wabash Cannonball』をレコーディングしたが、初期のレコーディングではエイカフは歌っていなかった。エイカフがレコーディングで歌ったのは1947年が最初とされている。
1979年、オープリーランドはエイカフの栄誉を称えてロイ・エイカフ・シアターを創立した(2011年撤去)。1948年から1963年にエイカフが所有していたクラークスビルの洞窟に、1973年、テネシー州はダンバー・ケイヴ州立公園を創立した。オープリーランドのロイ・エイカフ博物館と、彼の故郷であるメイナードビルのロイ・エイカフ・ユニオン・ミュージアム・アンド・ライブラリーがエイカフの栄誉を称えて名付けられている。ハリウッド・ウォーク・オブ・フェイムのヴァイン通り1541番地に星が埋め込まれている。テネシー州ピジョン・フォージのスモーキー・マウンテン・オープリーで他のカントリー歌手と共にエイカフが取り上げられている。

## ディスコグラフィ

### アルバム
| 年     | 題                           | ビルボード・カントリー・チャート | レーベル                |
| ------ | ---------------------------- | -------------------------------- | ----------------------- |
| 1949年 | Songs of the Smoky Mountains | —                                | コロンビア HL 9004      |
| 1951年 | Old Time Barn Dance          | —                                | コロンビア HL 9010      |
| 1955年 | Songs of the Smoky Mountains | —                                | キャピトル T 617        |
| 1958年 | The Great Speckled Bird      | —                                | ハーモニー HS 11289     |
| 1958年 | Favorite Hymns               | —                                | MGM E 3707              |
| 1959年 | Once More - It's Roy Acuff   | —                                | ヒッコリー LPM 101      |
| 1961年 | That Glory Bound Train       | —                                | ハーモニー HL 7294      |
| 1962年 | Hymn Time                    | —                                | MGM E 4044              |
| 1962年 | King of Country Music        | —                                | ヒッコリー LPS 109      |
| 1963年 | Star of the Grand Ole Opry   | —                                | ヒッコリー LPS 113      |
| 1963年 | The World is His Stage       | —                                | ヒッコリー LPS 114      |
| 1963年 | American Folk Songs          | —                                | ヒッコリー LPS 115      |
| 1964年 | The Great Roy Acuff          | —                                | キャピトル DT 2103      |
| 1964年 | Hand Clapping Gospel Songs   | —                                | ヒッコリー LPS 117      |
| 1964年 | Country Music Hall of Fame   | —                                | ヒッコリー LPS 119      |
| 1965年 | The Great Roy Acuff          | —                                | ハーモニー HL 7342      |
| 1965年 | The Voice of Country Music   | —                                | キャピトル DT 2276      |
| 1965年 | Sacred Songs                 | —                                | メトロ MS 508           |
| 1965年 | Great Train Songs            | —                                | ヒッコリー LPS 125      |
| 1966年 | Waiting For My Call To Glory | —                                | ハーモニー HL 7376      |
| 1966年 | Sings Hank Williams          | —                                | ヒッコリー LPS 134      |
| 1966年 | Roy Acuff                    | —                                | ヒルトップ JS 6028      |
| 1967年 | Famous Opry Favorites        | —                                | ヒッコリー LPS 139      |
| 1968年 | A Living Legend              | —                                | ヒッコリー LPS 145      |
| 1969年 | Treasury of Country Hits     | —                                | ヒッコリー LPS 147      |
| 1970年 | Greatest Hits                | —                                | コロンビア CS 1034      |
| 1970年 | Night Train to Memphis       | —                                | ハーモニー HS 11403     |
| 1970年 | Time                         | —                                | ヒッコリー LPS 156      |
| 1970年 | Country                      | —                                | ヒルトップ JS 6090      |
| 1971年 | I Saw the Light              | —                                | ヒッコリー LPS 158      |
| 1972年 | Why Is                       | —                                | ヒッコリー LPS 162      |
| 1974年 | Back in the Country          | 44                               | ヒッコリー/MGM H3F 4507 |
| 1975年 | Smoky Mountain Memories      | —                                | ヒッコリー MGM H3G 4517 |
| 1975年 | That's Country               | —                                | ヒッコリー MGM H3G 4521 |
| 1975年 | Wabash Cannonball            | —                                | ヒルトップ JS 6162      |
| 1978年 | Greatest Hits Vol. 1         | —                                | エレクトラ 9E 302       |
| 1980年 | Greatest Hits Vol. 2         | —                                | エレクトラ 9E 303       |
| 1982年 | Back in the Country          | 53                               | エレクトラ E1 60012     |
| 1983年 | Roy Acuff                    | —                                | タイム・ライフ          |
| 1984年 | Steamboat Whistle Blues      | —                                | ランダー 23             |
| 1985年 | Fly Birdie Fly               | —                                | ランダー 24             |
| 1985年 | Roy Acuff                    | —                                | コロンビア 39998        |
| 1987年 | All Time Favorites           | —                                | オープリーランド 101    |
| 2007年 | Greatest Hits                | —                                | カーブ D2-78980         |

### シングル
| 年     | 題                                               | 順位         | 順位 | 順位          | 収録アルバム               |
| 年     | 題                                               | USカントリー | US   | CANカントリー | 収録アルバム               |
| ------ | ------------------------------------------------ | ------------ | ---- | ------------- | -------------------------- |
| 1938年 | "Great Speckled Bird"                            | —            | —    | —             | シングルのみ               |
| 1938年 | "Steel Guitar Blues"                             | —            | —    | —             | シングルのみ               |
| 1939年 | "You're the Only Star in My Blue Heaven"         | —            | —    | —             | シングルのみ               |
| 1939年 | "Smokey Mountain Rag"                            | —            | —    | —             | シングルのみ               |
| 1940年 | "Streamlined Cannonball"                         | —            | —    | —             | シングルのみ               |
| 1940年 | "Old Age Pension Check"                          | —            | —    | —             | シングルのみ               |
| 1941年 | "The Precious Jewel"                             | —            | —    | —             | シングルのみ               |
| 1941年 | "Worried Mind"                                   | —            | —    | —             | シングルのみ               |
| 1942年 | "It Won't Be Long (Till I'll Be Leavin'")        | —            | —    | —             | シングルのみ               |
| 1942年 | "Fireball Mail"                                  | —            | —    | —             | シングルのみ               |
| 1943年 | "Wreck On the Highway"                           | —            | —    | —             | シングルのみ               |
| 1943年 | "Don't Make Me Go To Bed (And I'll Be Good)"     | —            | —    | —             | シングルのみ               |
| 1944年 | "Night Train to Memphis"                         | —            | —    | —             | シングルのみ               |
| 1944年 | "The Prodigal Son"                               | 4            | 13   | —             | シングルのみ               |
| 1944年 | "I'll Forgive You But I Can't Forget"            | 3            | 21   | —             | シングルのみ               |
| 1944年 | "Write Me Sweetheart"                            | 6            | —    | —             | シングルのみ               |
| 1945年 | "We Live In Two Different Worlds"                | —            | —    | —             | シングルのみ               |
| 1946年 | "Glory Bound Train"                              | —            | —    | —             | シングルのみ               |
| 1946年 | "Blue Eyes Crying In the Rain"                   | —            | —    | —             | シングルのみ               |
| 1947年 | "Wabash Cannonball"                              | —            | —    | —             | シングルのみ               |
| 1947年 | "Freight Train Blues"                            | —            | —    | —             | シングルのみ               |
| 1947年 | "Our Own (Jole Blon)"                            | 4            | —    | —             | シングルのみ               |
| 1948年 | "The Waltz of the Wind"                          | 8            | —    | —             | シングルのみ               |
| 1948年 | "Unloved and Unclaimed"                          | 14           | —    | —             | シングルのみ               |
| 1948年 | "This World Can't Stand Long"                    | 12           | —    | —             | シングルのみ               |
| 1948年 | "A Sinner's Death"                               | 14           | —    | —             | シングルのみ               |
| 1949年 | テネシーワルツ "Tennessee Waltz"                 | 12           | —    | —             | シングルのみ               |
| 1949年 | "Black Mountain Rag"                             | —            | —    | —             | シングルのみ               |
| 1958年 | "Once More"                                      | 8            | —    | —             | Once More - It's Roy Acuff |
| 1959年 | "So Many Times"                                  | 16           | —    | —             | Once More - It's Roy Acuff |
| 1959年 | "Come and Knock (On the Door of My Heart)"       | 20           | —    | —             | Once More - It's Roy Acuff |
| 1965年 | "Freight Train Blues"                            | 45           | —    | —             | シングルのみ               |
| 1973年 | "Just a Friend"                                  | —            | —    | 77            | Smoky Mountain Memories    |
| 1974年 | "Back in the Country"                            | 51           | —    | 15            | Back in the Country        |
| 1974年 | "Old Time Sunshine Song"                         | 97           | —    | —             | Back in the Country        |
| 1989年 | "The Precious Jewel" (w/ チャーリー・ルーヴィン) | 87           | —    | —             | シングルのみ               |

### ゲスト・シングル
| 年     | 題                | アーティスト                         | USカントリー | 収録アルバム                |
| ------ | ----------------- | ------------------------------------ | ------------ | --------------------------- |
| 1971年 | "I Saw the Light" | ニッティ・グリッティ・ダート・バンド | 56           | Will the Circle be Unbroken |
| 1985年 | "One Big Family"  | Heart of Nashville                   | 61           | シングルのみ                |